# Péninsule de San Francisco
La péninsule de San Francisco sépare la baie de San Francisco de l'océan Pacifique, en Californie.
À l'extrémité nord de la péninsule se trouve la ville de San Francisco et le Golden Gate Bridge qui rejoint le comté de Marin. À son extrémité sud se situe la partie du comté de Santa Clara regroupant les villes de Palo Alto, Los Altos, Mountain View et Sunnyvale.
Entre San Francisco et le comté de Santa Clara se trouve le comté de San Mateo qui s'étend sur une grande partie de la péninsule et réunit les villes de Belmont, Burlingame, Daly City, East Palo Alto, Menlo Park, Millbrae, San Bruno, San Mateo et South San Francisco. Redwood City joue le rôle de chef-lieu de ce comté.
Lorsque les Californiens évoquent la « Péninsule », ils désignent seulement les parties au sud de San Francisco, ou parfois seulement le comté de San Mateo. 
Trois ponts, le Dumbarton Bridge, le San Mateo-Hayward Bridge, et le San Francisco-Oakland Bay Bridge enjambent la baie de San Francisco depuis cette grande presqu'île jusqu'au continent.